# Яскевич, Любовь Ильинична
Любо́вь Ильи́нишна Яске́вич (род. 17 апреля 1985, Кемерово) — белорусский стрелок, специализирующаяся в стрельбе из пистолета. Участница Олимпийских игр. Победитель и призёр чемпионатов Европы.

## Карьера
Любовь Яскевич начала заниматься спортивной стрельбой в 2000 году под руководством своего отца Ильи Яскевича.
Когда спортсменке исполнилось 14 лет, она решила во время каникул походить в тир к своему отцу – тренеру по стрельбе. Новое занятие ей понравилось и постепенно вытеснило все остальные виды спорта. Когда Любовь Яскевич стала мастером спорта, встал вопрос об ее участии в различных соревнованиях по всей стране. Денег на это у семьи не было, а спортивный комитет также не всегда выделял финансы. Тогда ее отец, тренер Илья Яскевич стал совмещать сразу две работы и помимо основной, тренерской, по ночам работал еще и таксистом.
В 2002 году она завоевала первую медаль на молодёжном чемпионате Европы, став третьей в стрельбе из пневматического пистолета. В следующем году она была второй на аналогичном турнире, а в 2004 и 2005 годах становилась чемпионкой Европы в своей возрастной категории.
В 2010 году Яскевич впервые в карьере заняла призовое место на этапе мирового кубка в Пекине, где стала второй.
На Олимпиаде 2012 года Любовь с худшим результатом прошла в финал соревнований по стрельбе из пневматического пистолета. Зато в финале она показала лучшую стрельбу, выдав последними выстрелами впечатляющую серию 10,5 — 10,5 — 10,7. До последнего она боролась за медали, но в итоге проиграла 0,6 француженке Селин Гобервиль и украинке Елене Костевич и заняла четвёртое место.
В 2015 году Любовь Яскевич одержала первую в карьере победу на Кубке мира (на этапе в корейском Чханвоне) и принесла России лицензию в стрельбе из пневматического пистолета на Игры в Рио-де-Жанейро.

## Политические взгляды
Подписала открытое письмо спортивных деятелей страны, выступающих за действующую власть Беларуси после жестких подавлений народных протестов в 2020 году.